# ربیع اللافی
ربیع اللافی (انگلیسی: Rabea Al Laafi؛ زادهٔ ۲۳ آوریل ۱۹۹۱) بازیکن فوتبال اهل لیبی است.
از باشگاه‌هایی که در آن بازی کرده‌است می‌توان به باشگاه فوتبال آفریقایی و باشگاه فوتبال الاهلی عربستان سعودی اشاره کرد.